# CRAZYMAMA KINGDOM
CRAZYMAMA KINGDOM（クレイジーママ キングダム）は、岡山県岡山市北区にあるライブハウス。「岡山CRAZYMAMA KINGDOM」とも呼ばれ、略称は「ママキン」。CRAZYMAMAグループの「CRAZYMAMA 2ndRoom」「CRAZYMAMA STUDIO」についても記述する。

## CRAZYMAMA KINGDOM
2007年4月に開業した岡山県下最大級のライブハウスで、キャパシティはオールスタンディングで約600人。
岡山市北区中央町6-22中央町ヒルズ4Fに位置する。
アクセスは、岡電清輝橋線大雲寺前停留場から徒歩5分。もしくは岡山駅東口から徒歩20分。
2014年から開催されている岡山の音楽サーキットイベント「machioto」の会場の一つとなっている。

## CRAZYMAMA 2ndRoom
CRAZYMAMA 2ndRoom（クレイジーママ セカンドルーム）は、岡山県岡山市北区にあるライブハウス。「岡山CRAZYMAMA 2ndRoom」とも呼ばれ、略称は「ママ2」。
2000年9月に開業したライブハウスで、キャパシティはオールスタンディングで約180人。
岡山市北区本町10-16幸武ビル5Fに位置する。
アクセスは岡山駅東口から徒歩5分。

## CRAZYMAMA STUDIO
CRAZYMAMA STUDIO（クレイジーママ スタジオ）は、岡山県岡山市北区にある音楽スタジオ（ライブハウス）。通称は「ママ1」。
studio-Aとstudio-B（Hall）があり、studio-Bのキャパシティは約50人で、コンパクトなライブイベントも開催できる。
岡山県岡山市北区錦町1−24 SOHO BLD. 4F&5Fに位置する。
アクセスは岡山駅東口から徒歩5分。